# Islam in Servië
De islam heeft een lange geschiedenis in Servië. De islam verspreidde zich tijdens de Ottomaanse bezetting, dat van 1459 tot 1804 duurde, waarna Servië zijn onafhankelijkheid gedeeltelijk weer terug verwierf. In de Servische volkstelling van 2022 werden ongeveer 280.000 moslims geregistreerd, hetgeen ruim 4% van de Servische bevolking was.
De beroemdste moskeeën in Servië zijn de Altun Alem-moskee in Novi Pazar, de Sultan Valide-moskee in Sjenica en de Bajrakli-moskee in Belgrado.

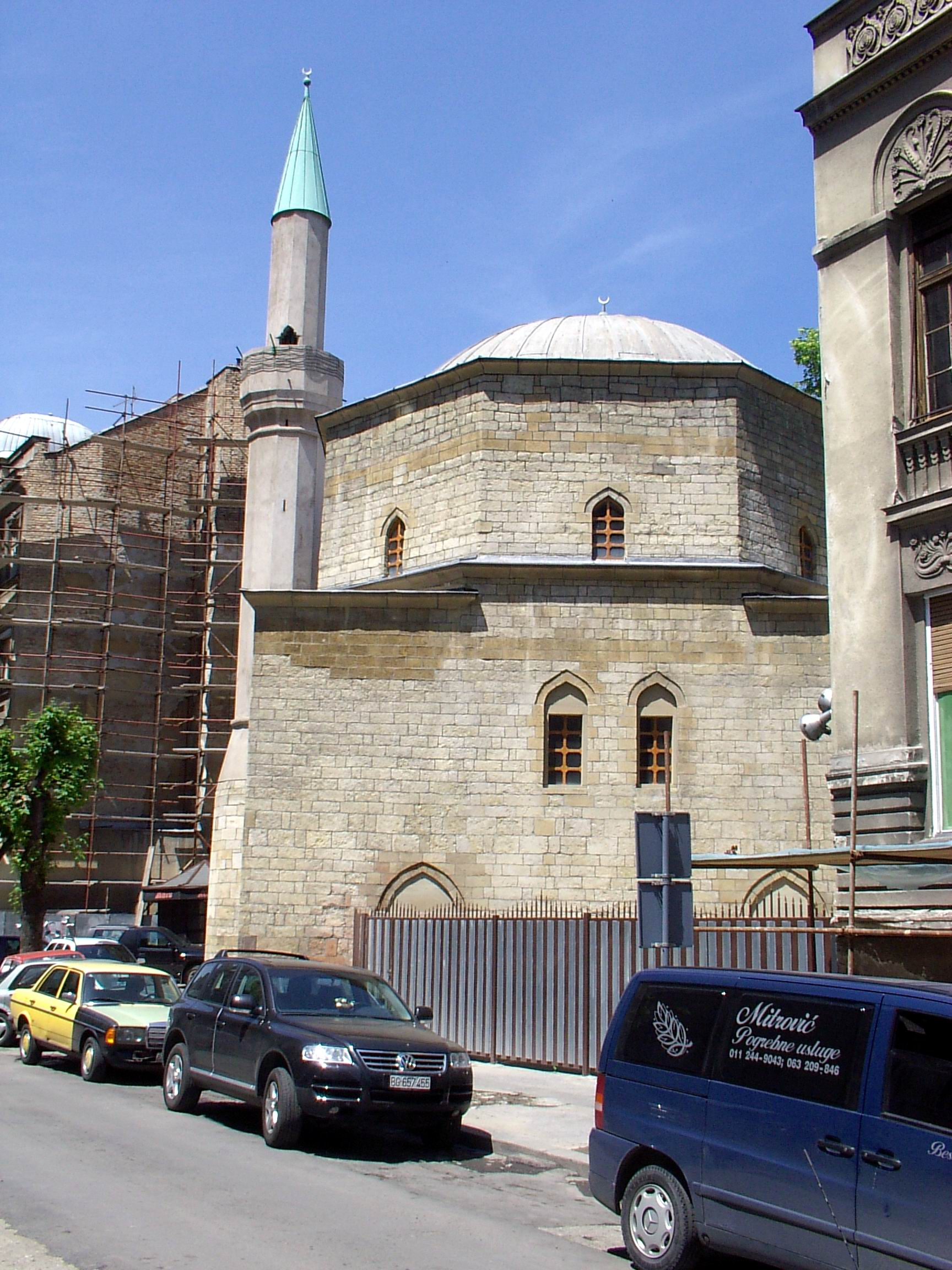
Bajrakli-moskee in Belgrado

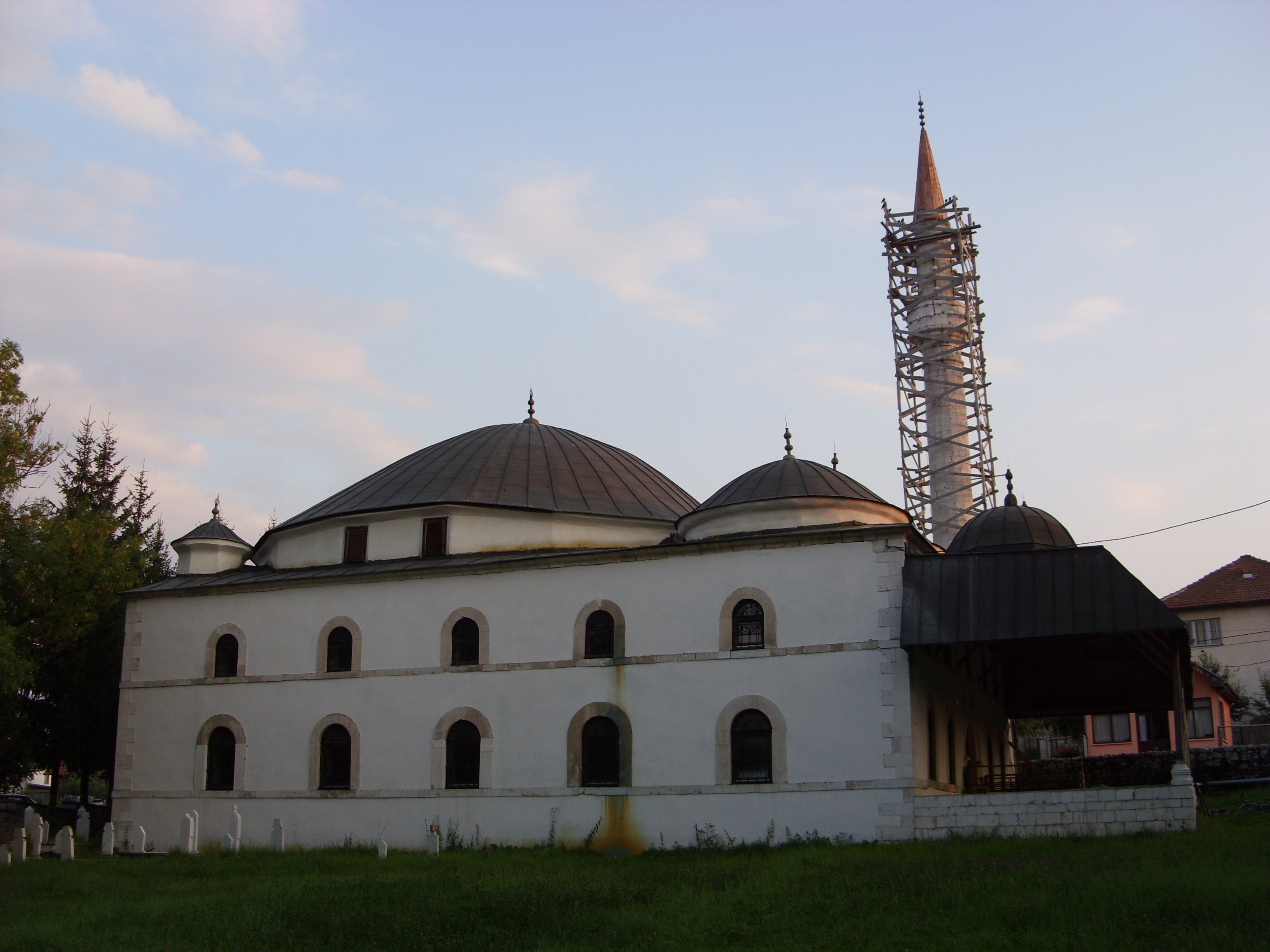
De moskee van Sjenica

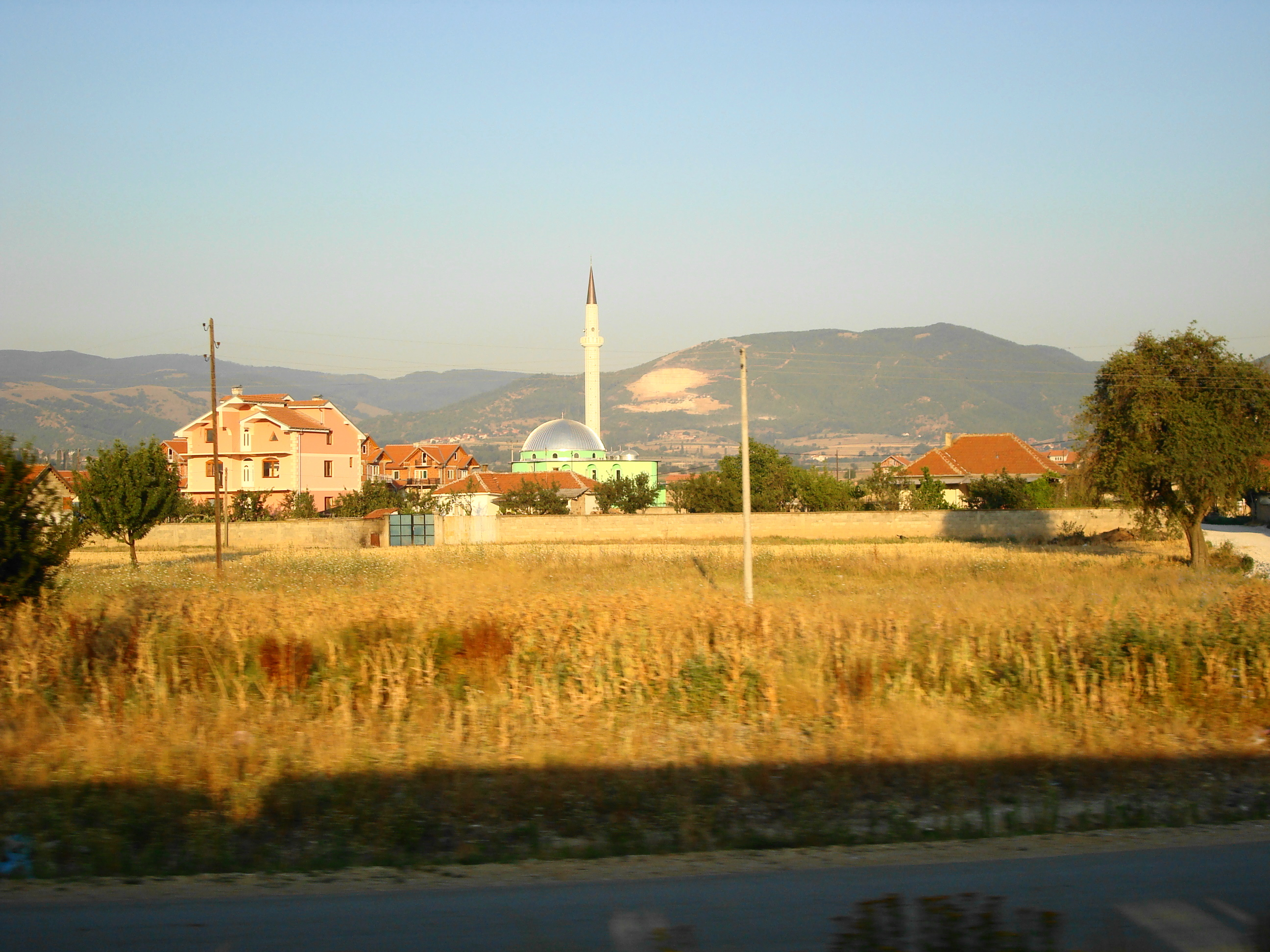
De moskee van Preševo

## Geschiedenis

### Eerste contact
Het eerste contact van de Zuidelijke Slaven, waar de Serviërs destijds onderdeel van uitmaakten, met de islam dateert uit de negende eeuw door handelscontacten met de Arabische kooplieden. Sava van Servië (1169-1236) beschreef de islam in het Nomokanon, het eerste geschreven Servische wetboek, als een vorm van christelijke ketterij.

### Ottomaanse Rijk
Onder de bijna vijf eeuwen durende Ottomaanse bezetting verspreidde de islam zich door de middeleeuwse Servische staat. Vooral in de veertiende en vijftiende eeuw werd islam in sommige gebieden, waaronder de regio Sandžak, langzamerhand de dominante religie. Enkele van de beroemdste moslims uit die periode waren Mahmud Pasha Abogovic (1420-1473) en Sokollu Mehmet Paşa (1505-1579), die de grootvizier van het Ottomaanse rijk werd. Op den duur ontstond een inheemse islamitische gemeenschap in Servië door een langdurig proces van islamisering van de Slavische bevolking, versterkt door de immigratie van Turken en andere islamitische volkeren uit het oosten.

### Vorstendom Servië
Tijdens de periode van het vorstendom Servië, werd in 1862 het grootste deel van de moslimbevolking verdreven.

### Joegoslavië
Met de oprichting van het Koninkrijk van Serviërs, Kroaten en Slovenen in 1918 werd de islamitische gemeenschap van Servië, maar ook die van Macedonië en Montenegro, onder het bestuur van de moefti van Belgrado gebracht. De islamitische gemeenschap van Bosnië en Herzegovina, Kroatië, Slavonië, Slovenië en Dalmatië, vielen onder het bestuur van de moefti van Sarajevo.
In de naoorlogse Socialistische Federale Republiek Joegoslavië (1946) veranderde de positie van alle religieuze gemeenschappen, waaronder de islamitische gemeenschap, radicaal. In de grondwet van de Federale Volksrepubliek Joegoslavië (1946) en de wet op de juridische status van religieuze gemeenschappen (1953) werd bepaald dat de scheiding van kerk en staat als basisprincipe geldt in de Joegoslavische staat. Hierdoor kreeg de islamitische gemeenschap een gelijkwaardige positie als de Servisch-Orthodoxe Kerk en de Rooms-Katholieke Kerk. 

## Demografie
In Servië (exclusief Kosovo) leven er ongeveer 280.000 moslims, oftewel 4,2% van de Servische bevolking. In de volkstelling van 2011 werden er 222.828 moslims geregistreerd. Dit aantal is naar alle waarschijnlijkheid onderschat, aangezien de Albanezen in het zuiden van Servië deze volkstelling massaal hebben geboycot.
|         | VT 1921 | VT 1921 | VT 1991 | VT 1991 | VT 2002 | VT 2002 | VT 2011 | VT 2011 | VT 2022 | VT 2022 |
| Aantal  | %       | Aantal  | %       | Aantal  | %       | Aantal  | %       | Aantal  | %       |         |
| ------- | ------- | ------- | ------- | ------- | ------- | ------- | ------- | ------- | ------- | ------- |
| Moslims | 97.672  | 2,23    | 224.120 | 2,89    | 239.658 | 3,20    | 222.828 | 3,10    | 278.212 | 4,19    |

De moslims in Servië zijn voornamelijk etnische Bosniakken, Albanezen en Roma. Verder zijn er kleinere moslimgemeenschappen onder andere etnische groepen, zoals Moslim van nationaliteit, Gorani en bekeerde Serviërs.

### Verspreiding
De moslims vormen een meerderheid in de gemeenten die gelegen zijn in de Sandžak en in het zuiden van Servië. De gemeente Novi Pazar herbergt de grootste moslimbevolking in Servië, met 82.710 moslims op 100.410 inwoners (82% van de bevolking). De gemeente Tutin heeft echter het hoogste aandeel moslims in Servië, met ongeveer 94% van de bevolking. De gemeente Sjenica heeft ook een relatief grote moslimmeerderheid (79%), gevolgd door een significante minderheid van moslims in de gemeente Prijepolje (45%). De meeste Albanezen in Servië, die grotendeels islamitisch zijn en in Preševo, Bujanovac en Medveđa wonen, hebben de volkstelling van 2011 geboycot. Cijfers uit de volkstelling van 2002 laten echter zien dat moslims ook in de twee eerstgenoemde gemeenten een meerderheid van de bevolking vormen met respectievelijk 89% en 55%. In Medveđa vormden moslims toen een grote minderheid van 29% van de bevolking.
| Gemeente                            | Bevolking (2011) | Aantal moslims | %     | Bevolking (2022) | Aantal moslims | %      |
| ----------------------------------- | ---------------- | -------------- | ----- | ---------------- | -------------- | ------ |
| Novi Pazar                          | 100.410          | 82.710         | 82,4% | 106.720          | 88.493         | 82,92% |
| Belgrado                            | 1.659.440        | 31.914         | 1,9%  | 1.681.405        | 28.210         | 1,68%  |
| Tutin                               | 31.155           | 29.220         | 93,8% | 33.053           | 30.909         | 93,51% |
| Sjenica                             | 26.392           | 20.906         | 79,2% | 24.083           | 18.860         | 78,31% |
| Prijepolje                          | 37.059           | 16.562         | 44,7% | 32.214           | 15.066         | 46,77% |
| Priboj                              | 27.133           | 5.793          | 21,4% | 23.514           | 5.119          | 21,77% |
| Novi Sad                            | 307.760          | 4.601          | 1,5%  | 368.967          | 4.870          | 1,32%  |
| Bujanovac (geboycot door Albanezen) | 18.067           | 4.137          | 22,9% | 41.068           | 28.254         | 68,80% |
| Požarevac                           | 75.334           | 2.817          | 3,7%  |                  |                |        |
| Subotica                            | 141.554          | 2.756          | 1,9%  |                  |                |        |
| Niš                                 | 260.237          | 2.486          | 1,0%  |                  |                |        |
| Smederevo                           | 108.209          | 1.670          | 1,5%  |                  |                |        |
| Zrenjanin                           | 123.362          | 1.391          | 1,1%  |                  |                |        |
| Nova Varoš                          | 16.638           | 1.384          | 8,3%  | 13.507           | 1.069          | 7,91%  |
| Beočin                              | 15.726           | 1.374          | 8,7%  | 13.875           | 1.156          | 8,33%  |
| Bor                                 | 48.615           | 1.338          | 2,8%  |                  |                |        |
| Pančevo                             | 123.414          | 769            | 0,6%  |                  |                |        |
| Šabac                               | 115.884          | 760            | 0,7%  |                  |                |        |
| Loznica                             | 79.327           | 724            | 0,9%  |                  |                |        |
| Kragujevac                          | 179.417          | 665            | 0,4%  |                  |                |        |
| Preševo (geboycot door Albanezen)   | 3.080            | 593            | 19,3% | 33.449           | 31.505         | 94,18% |
| Medveđa (geboycot door Albanezen)   | 7.438            | 581            | 7,8%  | 6.360            | 932            | 14,65% |
| Kraljevo                            | 125.488          | 532            | 0,4%  |                  |                |        |
| Mali Zvornik                        | 12.482           | 472            | 3,8%  |                  |                |        |
| Prokuplje                           | 44.419           | 299            | 0,7%  |                  |                |        |
| Vršac                               | 52.026           | 253            | 0,5%  |                  |                |        |
| Kruševac                            | 128.752          | 243            | 0,2%  |                  |                |        |
| Sremska Mitrovica                   | 79.940           | 240            | 0,3%  |                  |                |        |
| Mali Iđoš                           | 12.031           | 232            | 1,9%  |                  |                |        |
| Krupanj                             | 17.295           | 229            | 1,3%  |                  |                |        |
| Bečej                               | 37.351           | 206            | 0,6%  |                  |                |        |
| Bač                                 | 14.405           | 198            | 1,4%  |                  |                |        |
| Sombor                              | 85.903           | 193            | 0,2%  |                  |                |        |
| Servië (totaal)                     | 7.186.862        | 222.828        | 3,1%  | 6.647.003        | 278.212        | 4,19%  |

## Organisatie

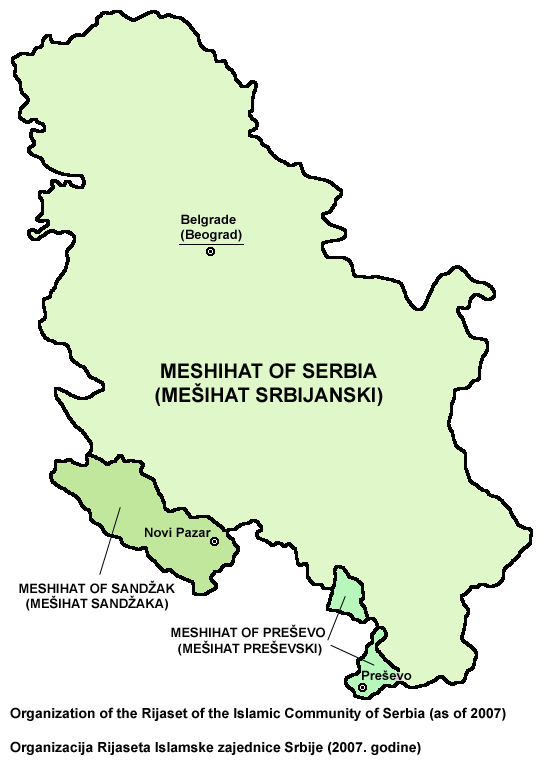
De twee belangrijkste islamitische gemeenschappen in Servië

Moslims in Servië zijn vooral georganiseerd in twee gemeenschappen:
- Islamitische Gemeenschap van Servië (Islamska zajednica Srbije), gevestigd in Belgrado (gesticht in 2007)[6]
- Islamitische Gemeenschap in Servië (Islamska zajednica u Srbiji), gevestigd in Novi Pazar (gesticht in 2007)[7]

Er zijn meer dan 190 moskeeën in Servië (exclusief Kosovo), waarvan ongeveer 120 in Sandžak, 60 in het zuiden van Servië langs de grens met Kosovo. Verder hebben de volgende steden één moskee: Belgrado (Bajrakli-moskee), Niš, Mali Zvornik en Subotica (Muhajir-moskee). Er zijn ook twee madrassa's: een in Novi Pazar en de Islamitische Faculteit, en een in Belgrado.